# 卢兴邦
卢兴邦（1880年—1945年9月17日），原名卢文梁，字正栋，号光国，福建尤溪人，中华民国大陆时期福建军阀，土匪出身。1922年—1934年，割据尤溪一带，其势力鼎盛时控制今三明市和南平市大部以及宁德市古田县。

## 早年
清光绪六年（1880年），卢兴邦生于福建省延平府尤溪县六都朱源里的一个农民家庭。卢兴邦幼年丧父，因贫失学，以制贩土纸为生。民国元年（1912年），他被后丁村财主黄名扬指控通匪，被迫逃往德化县杨梅乡陈卓纸厂做工。后来，厂主陈卓带纸厂工人上天花寨参加苏益武装团伙，卢兴邦当伙夫。民国三年（1914年），苏益部被福建督军李厚基的部队剿散。民国四年（1915年），卢兴邦与南平县南山人苏龙光等组织“十兴同盟”，他被推举为“头兄”；从此以劫掠为生，两年间发展到300多人，横行尤溪山区，向各村派款派粮，作为给养，如不交纳，就放纵部下抓捕群众，杀人放火；坂面、梅仙、梅营、大坋、中心、旺庄、葛竹、中仙、水东等乡村，受害最严重。

## 崛起
民国七年（1918年）春，卢兴邦部被广东护法军政府收编为粤军第一军第三师第五旅第九团，卢兴邦为团长兼三民主义福建省宣传员。不久，粤军许崇智部和孙本戎部入福建，攻打北洋军阀李厚基部，卢兴邦团奉命前往永安、沙县一带助战，因功升为旅长。民国十一年（1922年）6月，广东军政府任命卢兴邦为东路讨贼军第三路司令；10月，又被任命为东路讨贼军留闽第一独立旅旅长。卢兴邦率部击败驻尤溪的李厚基部田顺昌团，于11月12日占领尤溪县城。民国十二年（1923年）春，广东军政府任命卢兴邦为东路讨贼军留闽第一师师长。卢兴邦将师司令部设在尤溪县城，把持尤溪县军政大权，势力扩大至大田、永安、宁洋等县。同年，在双鲤公馆峡（位于今福建省三明市尤溪县新阳镇双鲤村）兴建住宅。
民国十三年（1924年）春末，广东军政府派方声涛到福建收编福建各地民军，方声涛在大田县成立闽军总司令部，自任总司令。卢兴邦不服整编，策动方声涛的侍卫旅袭击司令部，逼走方声涛，并收编其部队。民国十四年（1925年）6月，卢兴邦部在南平葫芦山抢夺福建督军周荫人援助沙县郭凤鸣部的一批枪械弹药。周荫人大怒，调动大批兵力，分7路进攻尤溪。卢兴邦弃城逃往农村，部分兵力留在尤溪，部分兵力散往邻县，与北军周旋。北军不熟悉当地的地理民情，无法取胜，却大肆骚扰百姓；半年后，北军撤兵。民国十五年（1926年）1月，卢兴邦部重夺尤溪县城。

## 鼎盛
民国十五年（1926年），国民革命军北伐军入闽，委任卢兴邦为闽北指挥官。卢兴邦部配合北伐军攻克沙县、南平、古田、建瓯、邵武等城镇，受编为国民革命军新编第一独立师，卢兴邦任师长，兼任闽北各属绥靖委员，在南平设师司令部和闽北各属绥靖委员公署。北伐军离闽北上，将尤溪、南平、沙县、大田、永安、将乐、建宁、泰宁、归化、邵武、崇安、古田、政和、松溪、顺昌、光泽、建阳、建瓯等县的管辖权交给卢兴邦部。卢兴邦在这些县驻军，安排亲信任官，截留部分国税、省税，并在南平的延福门、尤溪口和顺昌的洋口等处设立关卡，对水上运输的木材、土产品和百货等抽收厘金。

## 衰弱
民国十六年（1927年）7月，南京国民政府任命杨树庄为福建省政府主席，卢兴邦兼任省政府委员。民国十七年（1928年）初，南京国民政府将卢兴邦师的番号改为国民革命军陆军第十四师；9月，福建省政府改组，卢兴邦未被列为委员；12月，卢兴邦部被缩编为暂编第二师。民国十九年（1930年）6月7日，卢兴邦宣布出兵攻打福州。南京国民政府闻讯后，下令驻闽陆军第五十六师刘和鼎部讨伐卢兴邦。结果，卢兴邦部作战失败。卢兴邦不得已向南京国民政府输诚请罪。卢兴邦部被缩编为福建省防军第三旅。卢兴邦被降为旅长兼闽西剿共前敌指挥。此后，卢兴邦的势力范围仅剩尤溪、沙县、大田、永安。
民国二十年（1931年）秋，南京国民政府为围剿闽西红军，允许卢兴邦在尤溪募兵1500名，并将闽西卢新铭旅划归其领导，升卢兴邦为国民革命军陆军新编第二师师长，卢兴荣为副师长；师部驻沙县，在永安、宁化、清流、归化等县围剿红军。
民国二十二年（1933年）11月，十九路军在福州建立中华共和国人民革命政府，卢兴邦表示拥护，被任命为十九路军第十五军军长。不久，其堂弟、副师长卢兴荣秘密前往南昌，会见蒋介石。蒋介石将卢兴邦部改编为国民革命军陆军第五十二师，任命卢兴荣为师长，安插军统特务黄鹤为副师长，回闽率部攻打十九路军，改任卢兴邦为國民政府軍事委員會委員長南昌行營参议。卢兴邦从此失去军权，回到尤溪双鲤老家。民国34年（1945年）9月17日，卢兴邦死于双鲤住宅，终年65岁。

## 发行货币

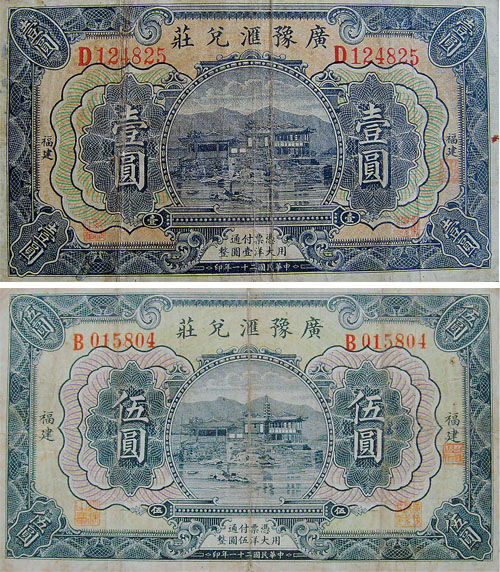
广豫票

民国十四年（1925年）和民国十九年（1930年），卢兴邦部因缺乏军饷，两次在尤溪发行纸币“广豫票”。第二次发行的“广豫票”于民国二十二年（1933年）7月宣布作废。民国二十年（1931年），还利用兵工厂铸造成色不足的仿“黄花岗”银角辅币，混用于辖区。当地的民众和工商业者深受其害。

## 遗迹
卢兴邦的故居“公馆峡民居”于2009年11月16日被列为福建省文物保护单位。